# Игнатов, Николай Николаевич
Николай Николаевич Игна́тов (1915—1977) — советский горный инженер.

## Биография
Окончил Донецкий индустриальный институт (1937?) и был оставлен там же на преподавательской работе.
Кандидат технических наук (1940).
С 1944 года один из руководителей работ по восстановлению шахт Донбасса.
В последующем — разработчик новых технологий добычи угля, один из конструкторов угольных комбайнов.
Публикации:
- Откачка шахт при восстановлении Донбасса / Н. Н. Игнатов, В. Г. Гейер, Н. Н. Чернавкин. — М. :Углетехиздат, 1950.— 194 с.
- Игнатов, Н. Н. Неотложные задачи развития гидродобычи угля. Уголь. 1960. No 10, с. 42-46.
- Развитие гидромеханизации на угольных шахтах европейских стран социалистического лагеря [Текст] : Обзор / Н. Н. Игнатов, Г. П. Никонов. — Москва : [б. и.], 1963. — 36 с. : ил.; 22 см.

## Награды и премии
- Сталинская премия первой степени (1948) — за разработку и внедрение передовых методов откачки затопленных шахт Донбасса и восстановление горного оборудования, значительно ускоривших темпы восстановления Донбасса